# Christopher Williams
Christopher Leigh Williams (outubro de 1983) é um astronauta da NASA e um médico fisiologista. Atualmente mora em Boston com sua esposa e uma filha de dois anos.

## Juventude
Williams cresceu no Potomac. Formou-se na Montgomery Blair High School [en], Silver Spring, em 2001. Formou-se na Universidade Stanford em 2005 com um bacharelato em física e um doutorado em física do MIT em 2012, onde pesquisou astrofísica. Williams é um fisiologista médico certificado, completando seu treino de residência na Escola de Medicina Harvard antes de juntar-se à faculdade como um fisiologista clínico e pesquisador.

## Carreira
Sua atividade mais recente como fisiologista médico foi no Departamento de Oncologia por Radiação no Brigham and Women's Hospital [en] e no Dana–Farber Cancer Institute [en] em Boston. Ele foi o fisiologista chefe do programa de radioterapia adaptativa com IRM do instituto. Sua pesquisa focou-se no desenvolvimento de técnicas de imagem para tratamentos de câncer.

## Candidato à astronauta
No dia 6 de dezembro de 2021, Williams foi selecionado como parte do Grupo 23 de Astronautas da NASA. Foi oficializado como astronauta no dia 5 de março de 2024.

## Trabalho acadêmico
- Williams, Christopher Leigh (2012). Initial exploration of 21-cm cosmology with imaging and power spectra from the Murchison Widefield Array (PDF) (Tese de PhD). Massachusetts Institute of Technology. Department of Physics. 194 páginas